# Cal Fàbrega (Molins de Rei)
Cal Fàbrega és una obra modernista de Molins de Rei (Baix Llobregat) inclosa a l'Inventari del Patrimoni Arquitectònic de Catalunya.

## Descripció
Torre formada per planta, pis i un subsòl. La seva planta és rectangular amb diversos cossos sobresortits. Les façanes combinen la paret pintada amb el maó vist i la ceràmica blanca i verda a finestres i portes. Té diverses balconades i terrasses. La teulada del cos principal és a 4 aigües i les dels cossos laterals a 2 o 3 aigües, segons la seva situació. El conjunt de la torre està envoltat per un petit jardí.